# 林規章
林 規章（はやし のりあき、1964年12月22日 - ）は、岐阜県出身のグラフィックデザイナー、アートディレクター。女子美術大学教授。

## 来歴
名古屋芸術大学美術学部卒業。HAYASHI DESIGN主宰。ジャパングラフィックス、花王（作成部契約）、女子美術大学芸術学部デザイン学科講師/准教授/教授。2010年からデザイン・工芸学科ヴィジュアルデザイン専攻教授。
2007年7月に「KIMONO 小袖にみる華・デザインの世界」女子美アートミュージアム展覧会ポスターが世界三大広告賞の一つであるアメリカ合衆国ニューヨークの「The One Show」デザイン部門にて最高賞の金賞を受賞した（奥村靫正と共同受賞）。
2010年7月に、ビー・エヌ・エヌ新社「ブルーノ・ムナーリの本たち」のブック＆エディトリアル、ロゴタイプが2010年度ADC賞を受賞。

## 受賞歴
- ニューヨークアートディレクターズクラブ特別功労賞（2001年、2002年）
- 日本グラフィックデザイナー協会新人賞受賞（2002年）
- The One Showデザイン部門金賞（2007年）
- ADC賞（「ブルーノ・ムナーリの本たち」（BNN新社）、2010年）
- 東京TDC賞2022（TDC賞、タイトル：「女子美術大学」）、2022年）[1]

## 著作
- グラフィックデザインの入口（林規章、水野学、柿木原政広、共著）（ピエ・ブックス 2003年)